# The Dead South
The Dead South é uma banda de folk e bluegrass baseada em Regina, Saskatchewan, Canadá. A banda foi formada em 2012 inicialmente como um quarteto por Nate Hilts (vocais, guitarra, bandolim), Scott Pringle (guitarra, bandolim, vocais), Danny Kenyon (violoncelo, vocais) e Colton Crawford (banjo). Colton deixou a banda em 2015 e foi substituído pela musicista de apoio em estúdio Eliza Mary Doyle por vários anos. Colton voltou ao grupo no início da turnê Voices In Your Head em meados de 2018. Em agosto de 2020, Dannydeixou a banda, após alegações de abuso sexual.
A banda tocou ao vivo antes de lançar seu primeiro EP com canções em 2013, The Ocean Went Mad and We Were to Blame. Seu álbum de 2014, Good Company, foi lançado pelo selo alemão Devil Duck Records, e levou a uma turnê internacional pelos próximos dois anos. O single "In Hell, I'll Be in Good Company" do primeiro disco, produzido por Orion Paradis no estúdio SoulSound, foi criado junto com um vídeo no YouTube.
Até o momento, The Dead South lançou um EP - The Ocean Went Mad e We Were to Blame (2013), e três álbuns de estúdio: Good Company (2014), Illusion and Doubt (2016) e Sugar & Joy (2019).

## História
Nate Hilts e Danny Kenyon tiveram a ideia de criar uma "banda dançante e requebrante de bluegrass" em 2012, enquanto tocavam juntos em uma breve banda alternativa de grunge. Após o fim desta, Colton Crawford e Scott Pringle se juntaram ao que se tornaria o The Dead South, em Regina. Crawford aprendeu banjo e Pringle aprendeu a tocar bandolim para complementar seu violão. Eles acabaram criando sua própria versão do gênero bluegrass e buscam uma visão satírica do gênero sem deixar de ser fiel a ele.
A banda fez turnês extensa e repetidamente no Canadá e na Europa. Colton deixou a banda em 2015, e Eliza Mary Doyle, uma musicista solo e de estúdio, foi contratada para preencher a vaga. Depois de quase dois anos, ele voltou à formação, substituindo Doyle como banjoísta. Em turnê, Danny Kenyon foi ocasionalmente substituído no violoncelo por Erik Mehlsen, devido à carreira dele em engenharia.
Em julho de 2020, surgiram acusações de má conduta sexual contra Danny Kenyon. Em 19 de agosto de 2020, ele deixou a banda.
Em sua crítica a este EP da banda, Jamie Funk do Divide and Conquer Music inicialmente não tinha certeza se iria apreciar um banjo que aparecesse em todas as faixas, mas acabou gostando. As cinco músicas oferecidas no EP lembravam Jamie de bandas alternativas tentando tocar música bluegrass e saindo-se bem de um modo além das expectativas. Enquanto que a maioria das canções são classicamente "bluegrass hoedown de dar tapas nos joelhos", outras canções contêm algumas semelhanças com músicas alternativas dos anos 90.

### Good Company(2014)
O álbum de estreia do Dead South, Good Company, foi lançado em 2014 pela gravadora alemã Devil Duck Records, e foi sucedido por uma extensa turnê no Canadá e na Europa.
Em outubro de 2016, um videoclipe de "In Hell, I'll Be in Good Company" foi lançado no YouTube. Embora a música e o álbum fossem do ano anterior, ambos apareceram entre os 50 mais bem colocados nas paradas musicais da Billboard e entre os 20 mais bem colocados da parada geral do iTunes dos EUA durante dezembro de 2017.
Rachel Freitas, do MusicExistence, observa que a segunda faixa do álbum, Achilles, "tem o som de banjo característico do The Dead South, mas a instrumentação é um pouco mais leve. O que se descobrirá rapidamente enquanto se ouve o LP é que os The Dead South são grandes contadores de histórias que realmente sabem como dar vida a uma música ".

### Illusion and Doubt(2016)
Illusion and Doubt foi o segundo álbum da banda, e foi notado por seu "lirismo excêntrico" e "influências musicais incomuns", incluindo o uso de um violoncelo. Foram notadas também origens afroamericanas no som, com Mark Johnson, da Americana UK, resumindo o álbum da seguinte forma: "Bluegrass? Que tal blackgrass?"
Amanda Hathers, do CanadianBeats, opina que, embora o álbum forneça "a tradicional experiência folk /country, repleta de toques de banjo, sons vibrantes e harmonias impressionantes, a capacidade da banda de tornar a música divertida e envolvente é impressionante."
Em março de 2019, Good Company e Illusion and Doubt haviam vendido 90 mil cópias físicas, e as canções de The Dead South tinham um total de 55 milhões de streams no Spotify.

### Sugar & Joy(2019)
Sugar & Joy é o álbum mais recente do The Dead South até o momento, que expandiu as imagens e a composição não convencional em Illusion and Doubt. O álbum alcançou o topo das paradas americanas de bluegrass. Peter Churchill, da Americana UK, deu ao álbum uma nota 9/10, escrevendo que "há uma sensação, ao ouvir o álbum pela primeira vez, de expectativa, de se perguntar em que direção esse bando de músicos incrivelmente talentosos podem seguir com a próxima faixa. O único consistente aqui é a qualidade e o contágio absoluto da música. "
Chris Conaton da PopMatters deu um 8/10, elogiando a diversidade de temas e a maneira como a obra incorporou diferentes estilos de música: "Sugar and Joy mostra que há muita vida no canto da música de raiz onde tocar alto e rápido ao mesmo tempo que deixa espaço para canções mais lentas e matizadas, é considerado uma ótima combinação. É bom ouvir um álbum que abraça os princípios básicos da Americana do século XXI (ou Canadiana, no caso do The Dead South) enquanto ainda faz suas próprias coisas."
Em 2020, o violoncelista Danny Kenyon deixou o grupo em meio a acusações de assédio sexual por parte de uma suposta vítima. Ele retornou ao grupo em 18 de junho de 2021.

## Estilo musical e influência
A banda se refere a si mesma como "gêmeos maus dos Mumford and Sons", um aceno para sua interpretação sombria e muitas vezes violenta da "estética dos pioneiros do velho oeste". Nathaniel e Dannyor y KenyonHilts e Kenyon tinham ouvido as bandas de bluegrass Trampled by Turtles e Old Crow Medicine Show antes de formarem sua própria banda. Eles concordaram que queriam apresentar sua própria versão de folk tradicional e bluegrass. O crítico do AllMusic, Timothy Monger, considera essa tradição "um ethos punk corajoso com bluegrass tradicional e música de banda de cordas dos velhos tempos"
Em sua análise de Good Company, o Sputnik Music observa que a banda inclui canções sobre o usual: amar, trapacear, matar e beber." O Sputnik Music também aponta que o estilo de roupa da banda (camisas brancas comuns, calças pretas, suspensórios pretos e o ocasional chapéu de aba plana) é frequentemente imitado por seus fãs. RJ Frometa, da Vents Magazine, também notou o estilo de roupa - referido pela própria banda como "seu visual caipira distinto e pioneiro" -, considerando-os "caipiras divertidos e modernos que se casam com uma incrível presença de palco com seu som country distinto que inclui banjos, bandolins, um violoncelo, guitarras, apitos, estalar de dedos e, ocasionalmente, bate-cabeça. " Frometa opina que The Dead South se esforça para criar um som sarcástico só deles.
Sarah Murphy, do Exclaim.ca, diz que a injeção de sons folk e bluegrass pela banda com uma "ética do punk rock (para não mencionar um tocador de banjo que se autoproclama um metaleiro), a banda traz uma nova perspectiva para gêneros clássicos".
O crítico do MusicCrowns.org, James Cooke, sugere que a banda reunie "vocais corajosos, dedilhação agressiva da guitarra, costeletas de bandolim, lambidas de banjo e um bumbo constante para fundir tudo junto" de modo a entregar um som único que não se encaixa exatamente na definição tradicional de bluegrass.
Cooke observa que "In Hell, I'm In Good Company" é rotulado como bluegrass, mas fez os fãs questionarem se o rótulo é apropriado ou não. Ele argumenta que, uma vez que o bluegrass foi influenciado pela música irlandesa, escocesa e afro-americana, a definição de bluegrass como gênero tornou-se confusa.

## Membros
- Nate Hilts — vocais, violão, bandolim (2012–atualmente)[1]
- Scott Pringle — violão, bandolim, vocais (2012–atualmente)[1]
- Colton Crawford — banjo (2012–2015, 2018–atualmente)[1]
- Danny Kenyon — violoncelo, vocais (2012–2020, 2021–atualmente)[1]

### Ex-integrantes
- Eliza Mary Doyle — banjo (2016–2018)[1]
- Erik Mehlsen — violoncelo (2015–2018)[1]

## Discografia

### Álbuns
| Título             | Detalhes | Maior posição na parada da Billboard de Bluegrass dos EUA |
| ------------------ | --- | --------------------------------------------------------- |
| Good Company       | - Lançado: 2014 - Formatos: CD, download digital, streaming - Gravadora: Devil Duck Records                          | -                                                         |
| Illusion and Doubt | - Lançado: 18 de novembro de 2016 - Formatos: CD, vinil, download digital, streaming - Gravadora: Curve Music        | 5                                                         |
| Sugar & Joy        | - Lançado: 11 de outubro de 2019 - Formatos: CD, vinil, download digital, streaming - Gravadora: Six Shooter Records | 1                                                         |

### EPs
| Título                                  | Detalhes                                                                                        |
| --------------------------------------- | ----------------------------------------------------------------------------------------------- |
| The Ocean Went Mad and We Were to Blame | - Lançado: 29 de junho de 2013 - Formato: download digital, streaming - Gravadora: Auto-lançado |

## Prêmios e indicações
Além de Illusion and Doubt chegar ao quinto lugar na parada Bluegrass da Billboard dos EUA, ele também entrou no top 30 no iTunes Country nos EUA.
O The Dead South recebeu em 2015 a certificação "Road Gold" da Canadian Independent Music Association ( CIMA ) por mais de 25 mil vendas de ingressos em um período de 12 meses.
A banda recebeu o prêmio Juno de melhor álbum de raízes tradicionais em 2018 por Illusion and Doubt.
The Dead South ganhou o Grupo do Ano no Canadian Independent Music Awards de 2019, ou "Indies", em 11 de maio de 2019.
The Dead South recebeu novamente um Prêmio Juno de melhor Álbum de Raízes Tradicionais do Ano em 2020 por Sugar & Joy, e se apresentou via transmissão ao vivo durante a cerimônia de premiação virtual.

## Na cultura popular
A canção do Dead South "In Hell, I'll Be in Good Company" foi usada no sexto episódio da segunda temporada de The Umbrella Academy.